# Interlinguïstiek
Interlinguïstiek is een interdisciplinair onderdeel van de taalwetenschap die internationale en interculturele communicatie bestudeert tussen mensen die geen gemeenschappelijke moedertaal spreken. Daarbij wordt ook in al zijn politieke, economische, taalkundige, informatietheoretische en andere aspecten onderzocht wat de rol is van verschillende lingua franca (en niet enkel die van Esperanto als plantaal), maar ook die van taalpolitiek en vertaalwetenschap (meertaligheid). Er zijn evenwel ook al andere definities gegeven (zie verder).
De interlinguïstieke traditie gaat terug tot Comenius, Descartes en Leibniz. Voor een algemene inleiding tot de wetenschappelijke literatuur: zie Blanke (2003).

## Inhoud
Interlinguïstiek houdt zich bezig met vraagstukken rond taaldominantie — waarbij sommige talen zich verspreiden ten koste van andere —, het behoud van taaldiversiteit en de bevordering van internationale communicatie tussen mensen met verschillende taal- en cultuurachtergronden. 
Het werkgebied van interlinguïstiek in brede zin, omvat:
- Wereldtalen. Dat zijn etnische talen, die functioneren als lingua franca.
- Talen die spontaan ontstaan zijn in internationale communicatie op plaatselijk niveau: pidgin- en creooltalen.
- Talen die als internationale hulptalen fungeren, ook wel plantalen genoemd. In enge zin bestudeert interlinguïstiek de geschiedenis, structuur, creatie en het gebruik van plantalen. Het vak is nauw verwant met vakken als taalfilosofie en taalplanning en modellering[8].

De talen die primair dienen voor de communicatie tussen sprekers van verschillende talen omvatten niet alleen de bewust genormeerde (geconstrueerde) 'plantalen', maar ook de spontaan geconstrueerde pidgin-talen.
Interlinguïstiek wordt onderverdeeld in enkele onderzoeksgebieden:
- Internationale (hulp)talen: natuurlijke talen of plantalen/kunsttalen (bv. Esperanto) die fungeren als lingua franca.
- Internationale taalpolitiek
- Vertaalwetenschap
Nieuwe fenomenen die binnen de interlinguïstiek worden bestudeerd zijn onder meer Hollywood talen (bijvoorbeeld Vulcan en Klingon in Star Trek en Dothraki en Valyrian in Game of Thrones), hoewel deze niet specifiek bedoeld zijn voor internationale communicatie tussen mensen die geen gemeenschappelijke moedertaal spreken.

## Historiek en etymologie
De term werd voor het eerst in 1911 gebruikt in het Frans (interlinguistique) door de Belgische esperantist Jules Meysmans, beter bekend in België voor zijn stenografie-methode. Interlinguïstiek werd aan het begin van de 20ste eeuw geboren als een tak van de filosofie, toen de meeste onderzoekers naar de 'perfecte' taal filosofen en wiskundigen waren.
Het woord interlinguïstiek wordt gevormd door inter- eerst aan lingua te koppelen, pas daarna interlingua aan -ist, en het tussenresultaat ten slotte weer aan -iek. Het eindresultaat van deze componentensynthese is interlinguïstiek, oftewel de wetenschap van de interlingua’s of tussentalen.
Volgens de morfologische structuur kan interlinguïstiek worden begrepen als een wetenschap van twee domeinen:
(a) Interlinguistik (interlingu(a)+ist/ik!): wetenschap van Interlinguae, m.a.w. de studie van talen als een medium voor internationale communicatie.
(b) inter / lingua +/ - istics: onderzoek naar wat er gebeurt tussen talen.

## Diverse definities
Interlinguïstiek wordt verschillend begrepen en gedefinieerd. Een uitgebreid overzicht van de verschillende benaderingen werd gegeven door Klaus Schubert (1989), Alicja Sakaguchi (1998) en Blanke (2018).
Otto Jespersen, beschreef in 1931 Interlinguïstiek als volgt:
"...that branch of the science of language which deals with the structure and basic ideas of all languages with the view to the establishing of a norm for interlanguages, i.e. auxiliary languages destined for oral and written use between people who cannot make themselves understood by means of their mothertongues (de tak van de taalkunde die zich bezighoudt met de structuur en de basisideeën van alle talen met het oog op de vaststelling van een norm voor Interlinguae (intertalen), d.w.z. hulptalen die bestemd zijn voor mondeling en schriftelijk gebruik tussen mensen die zich niet verstaanbaar kunnen maken door middel van hun moedertaal).
Mark Fettes beschrijft Interlinguïstiek op de website van Esperantic Studies Foundation (ESF) als volgt:
"...the study of how languages are used to communicate between different linguistic groups, and in particular how the techniques of language planning can be used to improve such communication" ("de studie van hoe talen worden gebruikt om te communiceren tussen verschillende taalgroepen, en in het bijzonder hoe de technieken van taalplanning kunnen worden gebruikt om dergelijke communicatie te verbeteren").
Detlev Blanke van de Gesellschaft für Interlinguistik (GIL) definineert interlinguïstiek als volgt:
"..Interlinguistik wird hierbei als Wissenschaft von internationaler sprachlicher Kommunikation in allen Aspekten verstanden, das impliziert die Funktion, Struktur, Entwicklung und Anwendung von Ethno- und Plansprachen als internationale Kommunikationsmittel" (Hierbij wordt interlinguïstiek verstaan als de wetenschap van internationale taalkundige communicatie in alle aspecten, en impliceert inclusief functie, structuur, ontwikkeling en toepassing van etnische en geplande talen als internationale communicatiemiddelen).
Sommige auteurs interpreteren de interlinguïstiek op een beperktere manier en negeren vaak de spontane Interlinguae (intertalen). Daarbij zijn er in wezen drie groepen van definities te onderscheiden:
(1) De wetenschap met betrekking tot internationale hulptalen (Zowel spontaan ontstane talen als plantalen in hun functie als lingua franca, of 'planlinguïstiek' als tak van de interlinguïstiek, indien beperkt tot plantalen).
(2) De wetenschap die onderzoek doet naar internationale communicatie, alsook naar de voorwaarden en de middelen daartoe.
(3) Contrastieve, vergelijkende taalkunde, linguïstiek van de meertaligheid. In tegenstelling tot bijvoorbeeld de neerlandistiek (taalkunde van één bepaalde taal), houdt de interlinguïstiek zich bezig met taalkunde van meerdere talen.